# دولتشاه سمرقندی
دولتشاه سمرقندی (۸۴۲-۹۰۰ ه‌.ق) تذکره‌نویس و شاعر قرن نهم هجری است.
دولتشاه سمرقندی، فرزند علاءالدوله بختی شاه غازی اسفراینی، تذکره‌نویس و شاعر، متخلص به علایی، از نجیب‌زادگان خراسان و از ملازمان امیر علیشیر نوایی و سلطان حسین بایقرا بود. وی مردی خوش‌طبع و درویش‌صفت بود. دولتشاه کتاب تذکرةالشعرای خود را در شرح حال شعرا از آغاز شعر فارسی تا روزگار مؤلف به نام سلطان حسین‌میرزا بایقرا تألیف کرد. این کتاب هرچند شهرت بسیار دارد اما در بارهٔ شعرایی که پیش از زمان او می‌زیستند، مطالب آن اغلب اعتبار ندارد.

## نمونه ای از حکایات کتاب
«امیر عبدالله بن طاهر به روزگار خلفای عباسی، امیر خراسان بود. روزی در نیشابور( به مسند) نشسته بود. شخصی کتابی آورد و به تحفه پیش او بنهاد. (امیر) پرسید: این چه کتاب است؟ (مرد) گفت: این قصه وامق و عذرا است و خوب حکایتی است که حکما بنام شاه انوشیروان جمع کرده اند. امیر فرمود: ما مردم، قرآن خوانیم و به غیر از قرآن و حدیث پیغمبر چیزی نمی خوانیم و ما را از این نوع کتاب، در کار نیست. این کتاب، تألیف مُغان(زرتشتی ها) است و پیش ما مردود است. (پس فرمود) تا آن کتاب را در آب انداختند و حکم کرد که در قلمرو او بهر جا از تصانیف عجم و مغان کتابی باشد جمله را بسوزانند».

## منبع
اثرآفرینان، زندگینامهٔ نام‌آوران فرهنگی ایران، انجمن آثار و مفاخر فرهنگی، جلد سوم